# 12067 Jeter
12067 Jeter eller 1998 FH42 är en asteroid i huvudbältet som upptäcktes den 20 mars 1998 av LINEAR i Socorro County, New Mexico. Den är uppkallad efter Crystal Lynn Jeter.
Asteroiden har en diameter på ungefär 2 kilometer.